# Jane-Goodall-Institut

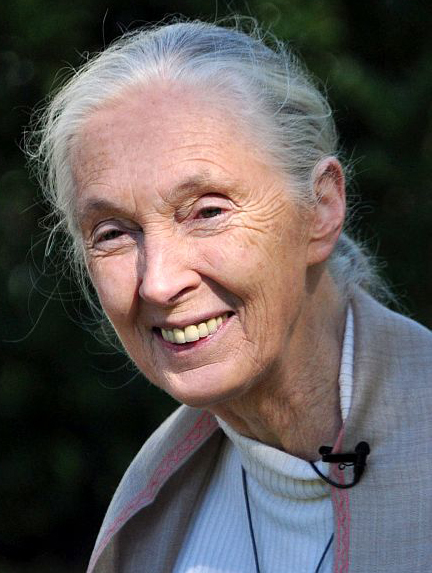
Die Gründerin Jane Goodall im Oktober 2010

Das Jane-Goodall-Institut ist eine internationale Tier- und Umweltschutzorganisation, die 1977 von der englischen Primatologin Jane Goodall und Genevieve di San Faustino (1919–2011) gegründet wurde. Das Institut hat sich die Aufgaben gestellt, die Behandlung und das Verständnis der Primaten durch öffentliche Bildung und rechtliche Vertretung zu verbessern, ihre Habitate in Zusammenarbeit mit lokalen Gemeinden zu schützen, und junge Leute für diese Aufgaben zu gewinnen und auszubilden.
Büros bestehen in Southampton in Großbritannien, in Italien, wo das Institut 1998 von Daniela De Donno gegründet wurde, die seit 1991 mit Goodall zusammenarbeitet, in Australien sowie Hongkong (2002) und Shanghai (Freiwilligenorganisation, gegründet 1999), das Forschungszentrum befindet sich hingegen im Gombe Stream National Park in Tansania. Mit der Anerkennung als Nichtregierungsorganisation durch die Stadtregierung von Shanghai wurde die Einrichtung zur ersten und einzigen ausländischen Umweltschutzorganisation in China. 
Daneben besteht eine enge Partnerschaft mit dem Jane Goodall Center for Excellence in Environmental Studies an der amerikanischen Western Connecticut State University in Danbury im Norden von Connecticut.
Im Kongo unterhält das Institut seit 1999 das Tchimpounga Chimpanzee Rehabilitation Center, dem 26 ha Gelände zur Verfügung stehen, und neben dem im März 1999 von der Demokratischen Republik Kongo ein Schutzgebiet von 72,84 km² Größe eingerichtet wurde. Es dient der Aufnahme verwaister Schimpansen.
Die Jane Goodall Environmental Middle School ist eine für Jahrgangsstufen 6 bis 8 eingerichtete Schule in Salem im Bundesstaat Oregon, deren Schwerpunkt im Bereich Umweltschutz liegt.